# ایچ (خواننده)
هَریسون آرمسترانگ (به انگلیسی: Harrison Armstrong) (زادهٔ ۹ دسامبر ۱۹۹۹)، که با نام هنری اِیچ (به انگلیسی: Aitch) شناخته می‌شود، رپر بریتانیایی و ترانه‌نویس اهل منچستر است. تک آهنگ «قافیهٔ راست» از تک آهنگ‌هایی موفق او می‌باشد که ۲۰ میلیون بازدید داشته‌است.
ایچ سه آهنگ منتشر کرد که در بین ۴۰ آهنگ برتر بریتانیا قرار گرفت؛ از جمله آهنگ «طعم (تکونش بده)» که رتبه دوم جدول تک‌آهنگ‌های بریتانیا را کسب کرد. او از تور رپرهایی مانند کدت و وایلی حمایت کرده‌است. نام ایچ از تلفظ حرف «h» که اولین حرف اسم او می‌باشد گرفته شده.